# Біскупув
Біскупув (пол. Biskupów) — село в Польщі, у гміні Ґлухолази Ниського повіту Опольського воєводства.
Населення — 844 особи (2011).

## Демографія
Демографічна структура станом на 31 березня 2011 року:
|          | Загалом | Допрацездатний вік | Працездатний вік | Постпрацездатний вік |
| -------- | ------- | ------------------ | ---------------- | -------------------- |
| Чоловіки | 424     | 85                 | 308              | 31                   |
| Жінки    | 420     | 86                 | 251              | 83                   |
| Разом    | 844     | 171                | 559              | 114                  |